# Джакомо Чамічан
Джакомо Луїджі Чамічан (вірм. Ջակոմո Չամիչյան; 27 серпня 1857, Трієст, Австрійська імперія — 2 січня 1922, Болонья, Італія) — італійський хімік вірменського походження, професор Болонського університету; сенатор Італії. Увійшов до історії фотохімії як творець перших прототипів сонячних батарей.
Голова Хімічного товариства Італії, член Національної академії Італії, Королівської академії Генуї, Королівської академії Падуї, Національної академії дей-Лінчей, Паризької академії та член-кореспондент Петербурзької академії наук (1912).

## Життєпис
Джакомо Луїджі Чамічан народився 27 серпня 1857 року в Трієсті (у той час — частина Австрії, нині — Італія) в сім'ї успішного комерсанта, вихідця з Вірменії.
1874 року вступив до Віденського університету, на кафедру Барта і Гуґо Вайделя, і вже через два роки, захопившись емісійною спектроскопією, опублікував низку статей з описом своїх досліджень у цій галузі. Ще студентом отримав запрошення прочитати для професури оглядовий курс лекцій із фотохімії.
У 1877 році він представив вченій раді Віденського університету свою докторську дисертацію, матеріал якої повністю ґрунтувався на його власних дослідженнях. Попри те, що вона супроводжувалася блискучими відгуками двох знаменитих фахівців — Барта та Вайделя, а також рекомендаціями до захисту всієї кафедри загальної органічної хімії, через юний вік йому відмовили в прийнятті до захисту (на той момент він не мав навіть університетського диплома). Тоді Чамічан залишив Віденський університет і поїхав працювати до Німеччини.

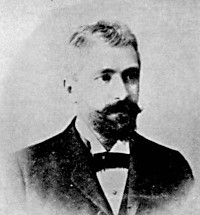
Джакомо Чамічан(бл. 1900).

Влаштувавшись у Гіссенському університеті, через два роки здобув науковий ступінь, хоча від нього й зажадали провести повторні дослідження в університетських лабораторіях.
У червні 1901 став почесним доктором права в університеті Глазго.
Крім досліджень фотохімічних реакцій, Джакомо Луїджі Чамічан протягом 25 років вивчав еластичні властивості тваринних жирів. 1904 року, по закінченні робіт, він представив результати в доповіді «Розвиток хімії піролу за останні чверть століття», яка спричинила фурор на черговій конференції німецьких хіміків.
1910 року Д. Чамічана обрано до італійського парламенту, в якому він очолив комісію з питань, пов'язаних з освітніми закладами та науково-дослідницькими установами Італії.

1912 року на 8-му Міжнародному конгресі з прикладної хімії він представив документ, у якому описував майбутнє енергетики, яке він бачив у повсюдному використанні сонячної енергії: 
|  | На посушливих землях виникатимуть промислові колонії без димних труб; ліси скляних трубок поширюватимуться на рівнинах і скляні будівлі зростатимуть скрізь; всередині них будуть проходити фотохімічні процеси, які до теперішнього часу були невідомою таємницею рослин, але все це освоїть людська цивілізація, яка знатиме, як отримати ще рясніші плоди… І якщо в недалекому майбутньому запаси вугілля буде повністю вичерпано, цивілізація не пропаде, а існуватиме доти, доки світить сонце!. |

Крім переліченого, був головою Хімічного товариства Італії, членом Національної академії Італії, Королівської академії Генуї, Королівської академії Падуї, Королівської академії Риму, Британського королівського товариства, Французької академії наук і Петербурзької академії наук.
Під час Першої світової війни досліджував хімічну зброю та розробляв засоби захисту від неї. Безпосередньо стикаючись з отруйними газами, отруївся, довго хворів, і так остаточно не поправився аж до смерті.
Джакомо Луїджі Чамічан помер 2 січня 1922 року в місті Болонья.
За своє життя запатентував понад сорок винаходів і є автором більш ніж чотирьохсот наукових праць. Його дев'ять разів номіновано на Нобелівську премію.
Ім'я Джакомо Чамічана носить Хімічний інститут міста Болоньї; біля інституту йому встановлено пам'ятник.